# گرتا کلر
گرتا کلر (انگلیسی: Greta Keller-Bacon؛ با نام اصلی انگلیسی: Margaretha Keller ۸ فوریهٔ ۱۹۰۳ در وین –۱۱ نوامبر ۱۹۷۷ در نیویورک) یک خواننده و هنرپیشه کاباره اهل اتریش بود.

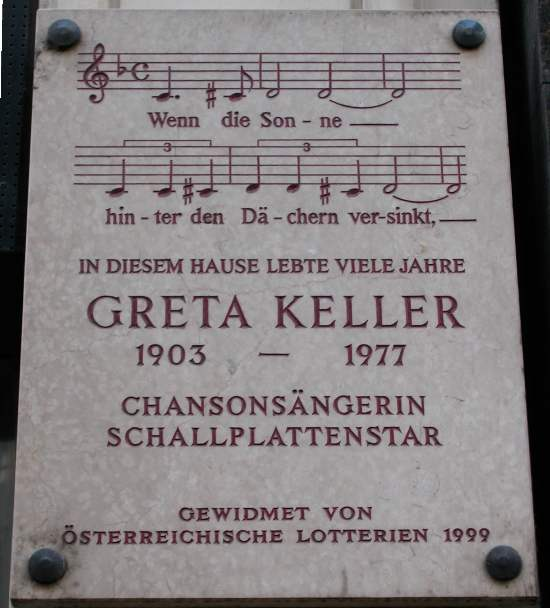